# Saint-Gilles-les-Forêts
Saint-Gilles-les-Forêts è un comune francese di 57 abitanti situato nel dipartimento dell'Alta Vienne nella regione della Nuova Aquitania.

## Società

### Evoluzione demografica
Abitanti censiti